# 对胡锦涛的争议

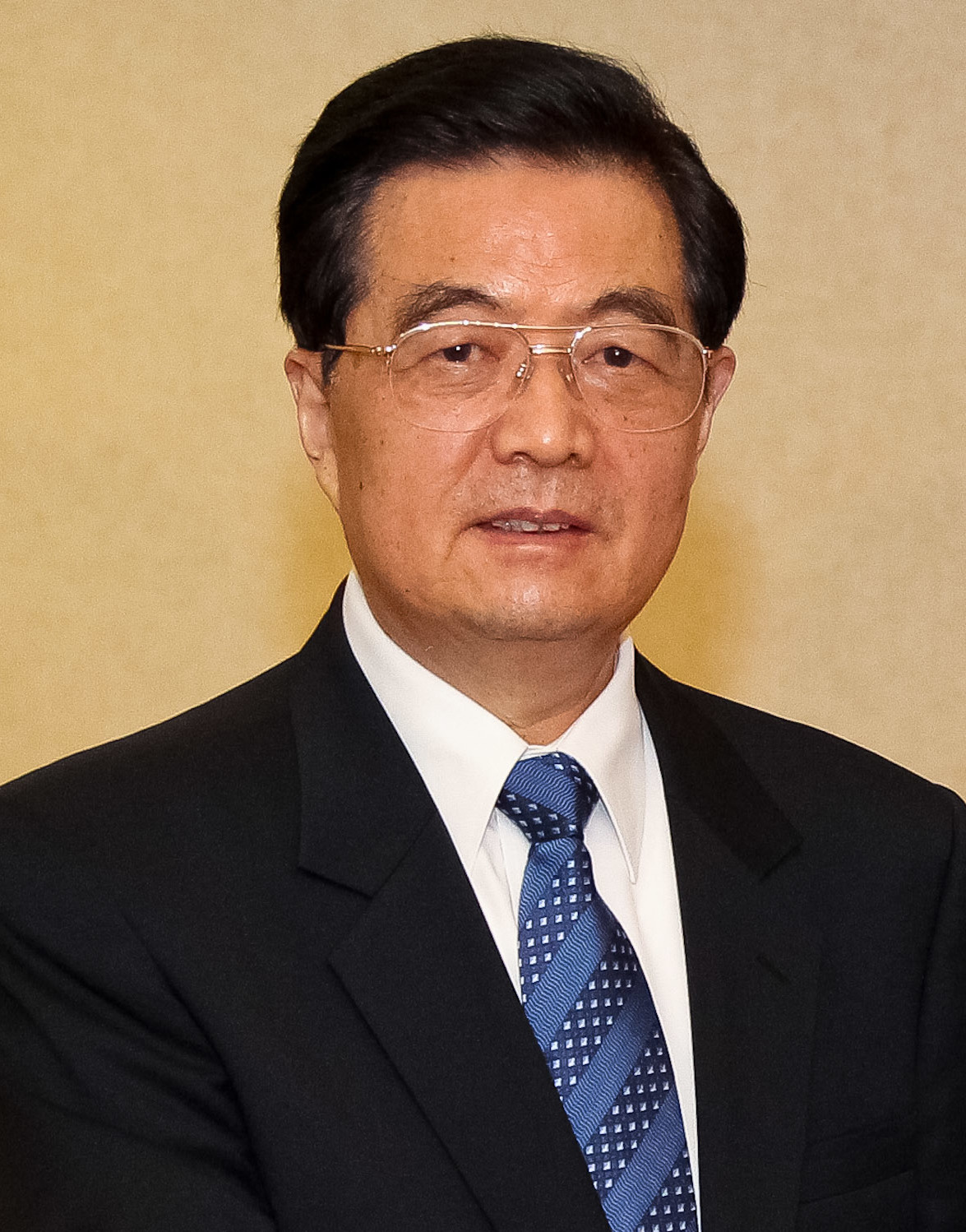
前中国共产党中央委员会总书记胡锦涛

对胡锦涛的争议介绍前中国共产党中央委员会总书记，中华人民共和国第四代最高领导人胡锦涛相关的争议。

## 网络审查争议
随着中国互联网的快速发展，信息的自由传播对中共维持执政地位构成挑战。为了应对来自网络发展形成的影响，中国建立世界上最为先进的网络审查制度，审查中国大陆的互联网内容，封锁服务器位于境外的政治敏感类网站，以达到其舆论控制的目的。谷歌、雅虎等公司退出中国大陆市场。与此同时，中国政府还开始雇佣大量网络评论员（俗称“五毛党”）来控制舆论导向。

## 控制舆论争议
美国杂志《大观》认为总书记胡锦涛为首的中国共产党领导层控制舆论与强行镇压被中共官方所认定的邪教组织，在其2005年的十大独裁者排名栏目中，将胡列第四名，2006年降至第六，其后数年均名列十名内。無國界記者指責胡錦濤以「和諧社會」為藉口阻止中國出現自由媒體，把胡錦濤列入「新聞自由掠奪者」名單。2012年，「無國界記者」报道，中共中央總書記胡錦濤下令囚禁68名網民和30名記者，是囚禁新聞自由捍衛者最多的領導人之一。

## 2010年玉树地震相关争议

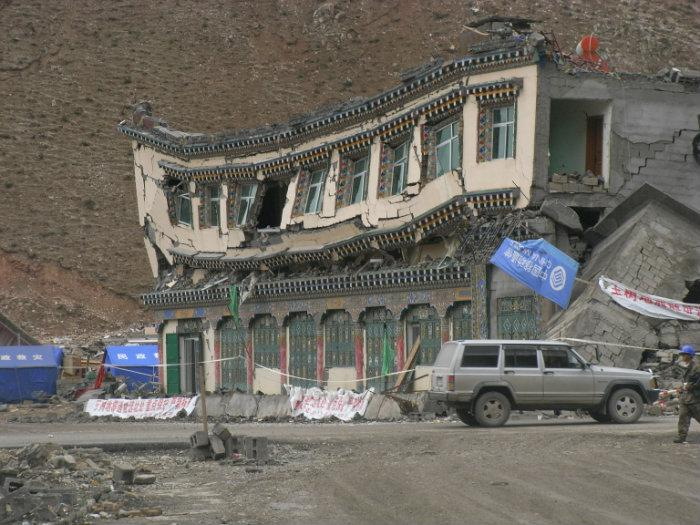
2010年玉树地震后扭曲的房屋

2010年4月14日上午，玉樹發生7.1級地震，地震造成2698人死亡，失踪270人，12135人受伤。縣城結古鎮全部停電，由於大部分建築都是土木結構，重災區結古鎮附近西杭村的民屋几乎全部（99%）倒塌。此外整个玉树州的70%学校房屋垮塌。
台湾《自由时报》批评中国大陆官方媒体的“单方面报道”。日本《朝日新闻》英文版称，中共中央宣传部已下达“救灾报导禁令” 。另有西方媒体则批评中国救援人员消极对待救援，称中国政府少报或“操纵”了伤亡人数，并估计死亡人数应超过一万人。美国《纽约时报》则对中国救援力量将救援集中于人员密集的玉树县城表示不满，指出更应主要顾及周边乡镇的民房。美联社认为中国政府“消极对待救援”。美国之音同时指责中国政府婉拒其他国家和国际非政府组织派遣专业救援队伍援助青海地震的请求，指称中国政府拒绝境外救援力量是为了“严防境外敌对势力”。
美国之音批评中国中央政府为玉树地震举行的悼念活动，认为对灾区的悼念是“当局企图转移民众对其他社会问题不满的一种手法”。英国广播公司引述异议作家扎加等8名知識分子的话，对中國政府的救災行動表示批评，並呼籲不要將捐款交給中國官方救援機構，“以防貪污”。其后又报道称扎加因此被捕。